# Patrizio Hofer
Patrizio Hofer (2 de abril de 1980) es un deportista suizo que compitió en tiro con arco, en la modalidad de arco compuesto. Ganó una medalla de bronce en el Campeonato Mundial de Tiro con Arco en Sala de 2003 y dos medallas en el Campeonato Europeo de Tiro con Arco en Sala, oro en 1998 y bronce en 2008.

## Palmarés internacional
| Campeonato Mundial en Sala | Campeonato Mundial en Sala | Campeonato Mundial en Sala | Campeonato Mundial en Sala |
| Año                        | Lugar                      | Medalla                    | Prueba                     |
| -------------------------- | -------------------------- | -------------------------- | -------------------------- |
| 2003                       | Nimes (Francia)            | Medalla de bronce          | Individual                 |
| Campeonato Europeo en Sala |                            |                            |                            |
| Año                        | Lugar                      | Medalla                    | Prueba                     |
| 1998                       | Oldenburgo (Alemania)      | Medalla de oro             | Equipo                     |
| 2008                       | Turín (Italia)             | Medalla de bronce          | Individual                 |